# Cleistanthus mildbraedii
Cleistanthus mildbraedii är en emblikaväxtart som beskrevs av Eugene Jablonszky. Cleistanthus mildbraedii ingår i släktet Cleistanthus och familjen emblikaväxter. Inga underarter finns listade i Catalogue of Life.